# APPETITE
〈APPETITE〉(애피타이트)는 일본의 가수 나카모리 아키나(中森明菜)의 34번째 싱글로 1997년 2월 21일에 발매하였다. (8cmCD: MVDD-10027) 작사는 나츠노 세리코(夏野芹子)가, 작곡과 편곡은 U-ki가 담당하였고 MCA 빅터의 레이블로 출시되었다. B사이드 곡은 〈SWEET SUSPICION〉(스위트 서스피션)으로 작사는 쿠와 카논(久和カノン)이, 작곡은 치자와 히토시(千沢仁)가, 편곡은 사코타 이타루(迫田到)가 도맡았다.
그가 MCA 빅터에 소속되었을 때 발매한 마지막 싱글로 이후 MCA 빅터는 유니버설 뮤직과 합병하게 된다. 1997년 3월 3일, 오리콘 주간 싱글 차트 46위로 처음 등장하여 차트 톱100을 총 4주간 지켰다.

## 수록곡
| #            | 제목                                       | 작사           | 작곡            | 편곡         | 재생 시간 |
| ------------ | ------------------------------------------ | -------------- | --------------- | ------------ | --------- |
| 1.           | 〈〈APPETITE〉〉                           | SERIKO NATSUNO | U-ki            | U-ki         | 5:18      |
| 2.           | 〈〈SWEET SUSPICION〉〉                    | KANON KUWA     | HITOSHI CHIZAWA | ITARU SAKOTA | 4:54      |
| 3.           | 〈〈APPETITE (original karaoke)〉〉        |                |                 |              | 5:17      |
| 4.           | 〈〈SWEET SUSPICION (original karaoke)〉〉 |                |                 |              | 4:52      |
| 총 재생 시간 | 총 재생 시간                               | 총 재생 시간   | 총 재생 시간    | 총 재생 시간 | 20:21     |